# Pandolfo Malatesta
Pandolfo I Malatesta (c. 1267 - 6 de abril de 1326), fue un condottiero italiano y Señor de Rimini desde 1317. Fue Capitán general de los Estados Pontificios contra los gibelinos y los Montefeltro del Ducado de Urbino en 1321.

## Biografía
Hijo de Malatesta da Verucchio y Margareta Paltonieri. Llamado Pandolfo en honor a su abuelo paterno Pandolfo Paltonieri; fue el primero en la familia Malatesta en ostentar este nombre.
Reemplazó a su medio hermano Gianciotto Malatesta en el mando de Pésaro, cabeza de puente fundamental para el expansionismo malatesta en la Marca de Ancona. A la muerte del papa Bonifacio VIII, en 1304, capturó Pesaro, Fano, Senigallia y Fossombrone. Los gibelinos de las Marcas, organizados en la liga Societas amicorum Marchie con el apoyo del legado apostólico Napoleón Orsini y bajo la dirección de Federico da Montefeltro, se opusieron al poder de los Malatesta.
En julio de 1306 los fanesi se levantaron y, con la ayuda de las tropas papales de Bertrando di Got, obligaron a Malatesta a abandonar la ciudad; en agosto Pésaro y Senigallia se rebelaron mientras Fano, Forlì, Imola y Faenza se preparaban para una acto anti-malatesta. Malatesta da Verucchio fue personalmente a Arezzo para pedir audiencia con Napoleón Orsini, logró restaurar la antigua asociación, permitiéndoles regresar a las ciudades perdidas y enfrentarse a la defensoría.
Emancipado de la patria potestad desde el 16 de diciembre de 1306, en las disposiciones testamentarias de su padre fue nombrado heredero universal y propietario de la tercera parte del patrimonio. El 14 de febrero de 1313 impuso de facto su señorío personal sobre Fano. Alberto dei Petrucci le expulsó nuevamente de Fano y tomó posesión de la ciudad; a la cual pudo retornar en octubre de ese mismo año, solo tras el pago de una fuerte multa. A la muerte de su hermanastro Malatestino Malatesta en 1317, se convirtió en jefe de la familia Malatesta y Señor de Rimini, título que ostentó sin interrupción hasta 1326. 
Pandolfo se confirmó como uno de los máximos representantes del güelfismo en Romaña, distinguiéndose por su valor y tenacidad en la lucha armada contra los gibelinos. En febrero de 1321, dirigió las milicias contra las ciudades de Fano, Cagli y Urbino ocupadas por Federico da Montefeltro. En abril de 1321, la municipalidad de Fano se rindió espontáneamente a Pandolfo quien, habiendo destituido a Cesanello del Cassero del gobierno de la ciudad, dio el cargo de Podestà a su sobrino Ferrantino Malatesta. En 1322, realizó asignaciones en Monte Fano, Montechiaro, Monte Granaro, San Giusto, Ascoli, acumulando un crédito de paga militar equivalente a 2700 florines de oro.
Pandolfo que tenía dos hijos Malatesta II Malatesta y Galeotto Malatesta. En noviembre de 1323 acordó el contrato matrimonial entre Galeotto Malatesta (su segundo hijo) y Elisa della Valletta; hija de Guglielmo della Valletta y sobrina del legado apostólico Amelio de Lautrec.
A su muerte en 1326, hubo una lucha por la sucesión entre su hijo mayor, Malatesta II y su sobrino Ferrantino Malatesta. Se llegó a una partición por la cual Malatesta II obtuvo Pesaro y Ferrantino se quedó con Rimini.